# Волга Дар'я Володимирівна
Дарія Володимирівна Волга (19 червня 1974, Київ, Українська РСР) — українська актриса, телеведуча, художниця, співачка.

## Життєпис
Народилась 19 червня 1974 в сім'ї актриси Київського академічного драматичного театру ім. Івана Франка Валентини Плотникової та інженера-конструктора Володимира Волги. В Москву переїхала після аварії в Чорнобилі.
В 1995 закінчила ВДІК (майстерня Армена Джигарханяна і Альберта Філозова).
У 2001 з чоловіком переїхали в Нову Зеландію. У 2003 закінчила режисерський факультет Оклендського університету і отримала ступінь майстра мистецтв. Навчаючись у Новій Зеландії, знялась в телесеріалі «Hey, Dude», фільмах «Rude Awakenings», «Beyond The Ocean» (переміг на кінофестивалі в номінації «Найкращий фільм» і «Найкраща актриса»), а також кількох рекламних роликах.
На телебаченні вперше з'явилася як ведуча програми «Прогноз погоди» на ТНТ. Популярність прийшла після зйомок у серіалах «Петербурзькі таємниці», «Маросейка, 12», «Тетянин день» і російсько-французькому «Лисиця Аліса».